# 지구 저궤도

지구 표면에서 발사된 대포알은 속도에 따라 탄도비행 또는 궤도운동을 보여주게 된다.

지구 저궤도(地球低軌道, 영어: low Earth orbit, LEO)는 지구의 지상에서부터 고도 2000km 까지의 인공위성 궤도를 말한다.
고도 200km 이하에서는 지표와 너무 가까워 궤도를 유지하기 위해 요구되는 속도가 너무 빨라서 물체가 연소하기 때문에 고도 80km 이하로는 궤도 형성이 불가능하다. 만약 형성하더라도 불타 없어지거나 곧 지구 표면으로 추락하게 된다.
보통 지구 저궤도라고 하면 지구 표면으로부터 200 ~ 2000 km (124 ~ 1240 마일)인 고도의 궤도를 말한다.

## 궤도 특성
지구 저궤도를 도는 물체들은 그 고도에 따른 대기의 저항을 받는다. 대략 80 ~ 500 km 고도의 열권 및 500 km 이상의 극외권에서 발생하는 가스가 저항원으로써 작용한다.
지구 저궤도는 지구 대기권과 밴 앨런대 사이에 위치한다. 고도는 보통 300 km 이상을 유지한다. 왜냐하면 그 아래로는 대기의 마찰이 심해서 물체가 부서지기 시작하기 때문이다. 적도 지구 저궤도(ELEO)도 지구 저궤도의 일부이다. 적도 지구 저궤도는 지구 적도와 이루는 경사각이 가장 작기 때문에 지구 주위를 어떤 궤도보다도 가장 빨리 일주할 수 있으며, 타 궤도에 비해 델타-브이의 필요량이 가장 낮다.
높은 경사도를 가지는 지구 저궤도를 보통 극궤도라고 부른다. 지구 저궤도(LEO) 보다 높은 고도의 궤도로는 중궤도(MEO)와 정지 궤도가 있다. 중궤도는 중간 원형 궤도(ICO)라고도 불린다.
저궤도보다 높은 궤도 상에서는 강렬한 복사 에너지 및 전하들이 집적하여 들어와서 위성의 전자 기기가 고장날 수 있다. 반면 저궤도상에서는 랩탑 컴퓨터와 같은 상업 기기가 정상적으로 작동했다.

## 이용

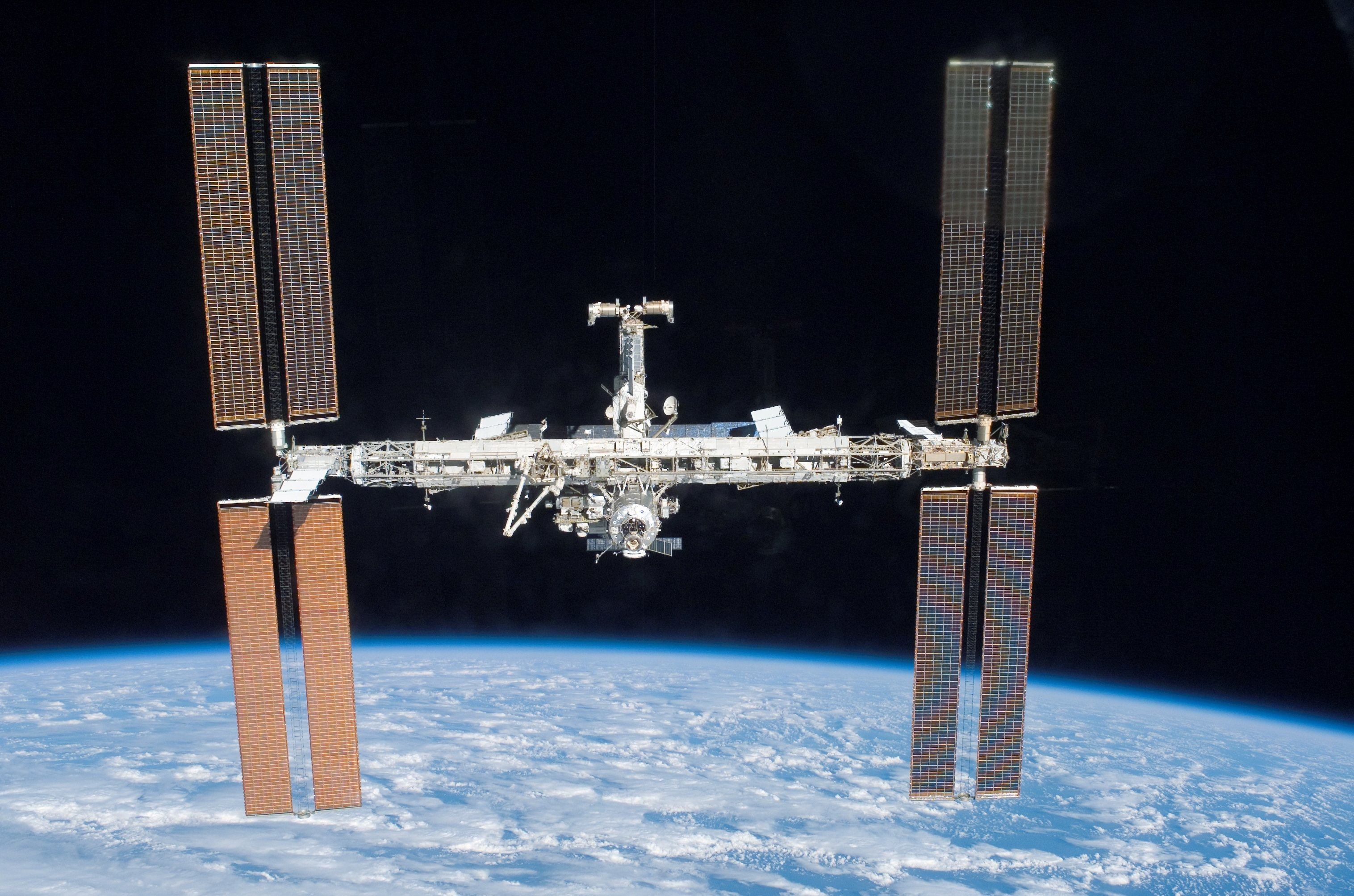
2007년 6월 19일 애틀랜티스 우주왕복선에서 촬영한 국제 우주 정거장의 모습

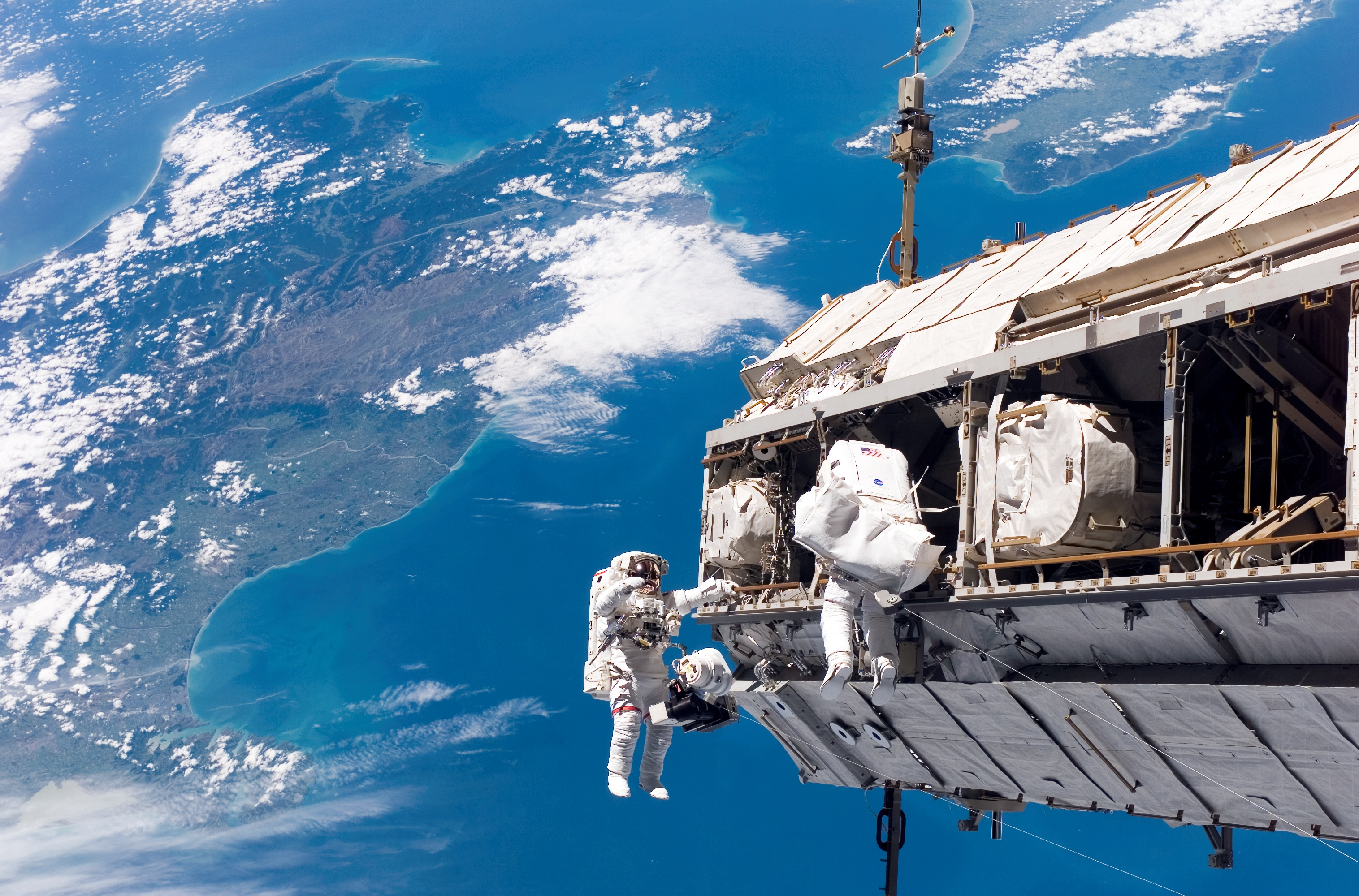
국제 우주 정거장의 업그레이드 작업 모습

국제 우주 정거장은 319.6 km에서 346.9 km 고도의 LEO를 돌고 있으며, 하루에 지구를 15바퀴 선회하고 있다.

## 우주 쓰레기
지구 저궤도 환경은 점점 우주 쓰레기에 의해 오염되어 가고 있다. 낮은 궤도를 돌기 위해서는 빠른 속도를 요구하며, 또한 대기의 마찰도 있기 때문에 인공위성 등 우주물체에서 파편이 많이 발생한다.
미 전략 사령부에 속해있는 우주 관제 센터는 현재 LEO를 궤도비행중인 크기 10 센티미터 이상의 물체 8,500개를 추적하고 있다.

## 같이 보기
- 지구 중궤도 (MEO, Medium Earth orbit)
- 지구 고궤도 (HEO, High Earth orbit)
- 중간 지구 궤도 (ICO, Intermediate circular orbit)
- 지구 동기 궤도 (GSO, Geo synchronous orbit)
- 정지 궤도 (GEO, Geostationary orbit)
- 정지 천이 궤도 (GTO, Geostationary transfer orbit)
- 태양동기궤도 (SSO, Sun synchronous orbit)
- 경사 궤도 (Inclined orbit)